# TommyInnit
托马斯·西蒙斯（英語：Thomas Simons）（2004年4月9日—）网名TommyInnit更为人熟知，是英国的YouTuber和Twitch直播主。他制作《Minecraft》相关的影片和直播，他在他的影片裡和直播裡與其他的Youtuber和直播主合作，使得他的YouTube和Twitch频道越来越受欢迎。截至2021年7月4日，他的7个YouTube频道的總订阅数超过2000万，觀看次數超过14.5億次；他的Twitch主频道已经有超过580万关注，使他成为Twitch上关注人数排行第十四的频道，同时也是Twitch关注人数最多的Minecraft频道。

## 早年
Simons于2004年4月9日出生于英国诺丁汉郡。

## 经历

### YouTube
Simons于2013年2月15日创建了他的第一个YouTube频道Channelnutpig，并于2015年12月24日创建了他的TommyInnit频道。2018年9月9日，他在TommyInnit频道上传了第一个视频。这些视频一般是关于《我的世界》的。
2019年8月6日，Simons上传了他第一个与Hypixel小游戏空岛战争（Sky War）有关的视频。在不断上传空岛战争相关内容的同时，他的TommyInnit频道的用户数量迅速从4800增加到了66000。2020年7月4日，Simons加入了由Dream运营的，以角色扮演为主的我的世界服务器Dream SMP。
2021年4月1日，Simons以自己的名字创建了一个新的YouTube频道(Tom Simons)，但两个月后才在此频道上传了第一个视频。
Twitter
Simons于2018年8月创建第一个Twitter账号Tommyinnit，至2022年5月10日，该帐号已获得326.5万关注。

## Twitch
Simons在2018年末开始在Twitch直播，主要直播我的世界、绝地求生和堡垒之夜。
2021年1月20日，Simons直播了DreamSMP的终局之战，该集的观众最多达到65万，成为Twitch有史以来观众第三多的直播，超过了Ninja与德雷克的堡垒之夜合作。

## 奖项和提名
| 年份 | 奖项           | 分类                                   | 结果 | Ref.   |
| ---- | -------------- | -------------------------------------- | ---- | ------ |
| 2021 | 吉尼斯世界纪录 | Twitch上观看人数最多的我的世界游戏直播 | 獲獎 | [ 12 ] |
| 2021 | 吉尼斯世界纪录 | Twitch上关注人数最多的我的世界频道     | 獲獎 | [ 12 ] |